# Parakysis longirostris
Parakysis longirostris är en fiskart som beskrevs av Ng och Lim, 1995. Parakysis longirostris ingår i släktet Parakysis och familjen Akysidae. IUCN kategoriserar arten globalt som livskraftig. Inga underarter finns listade i Catalogue of Life.